# Krumauer Madonna

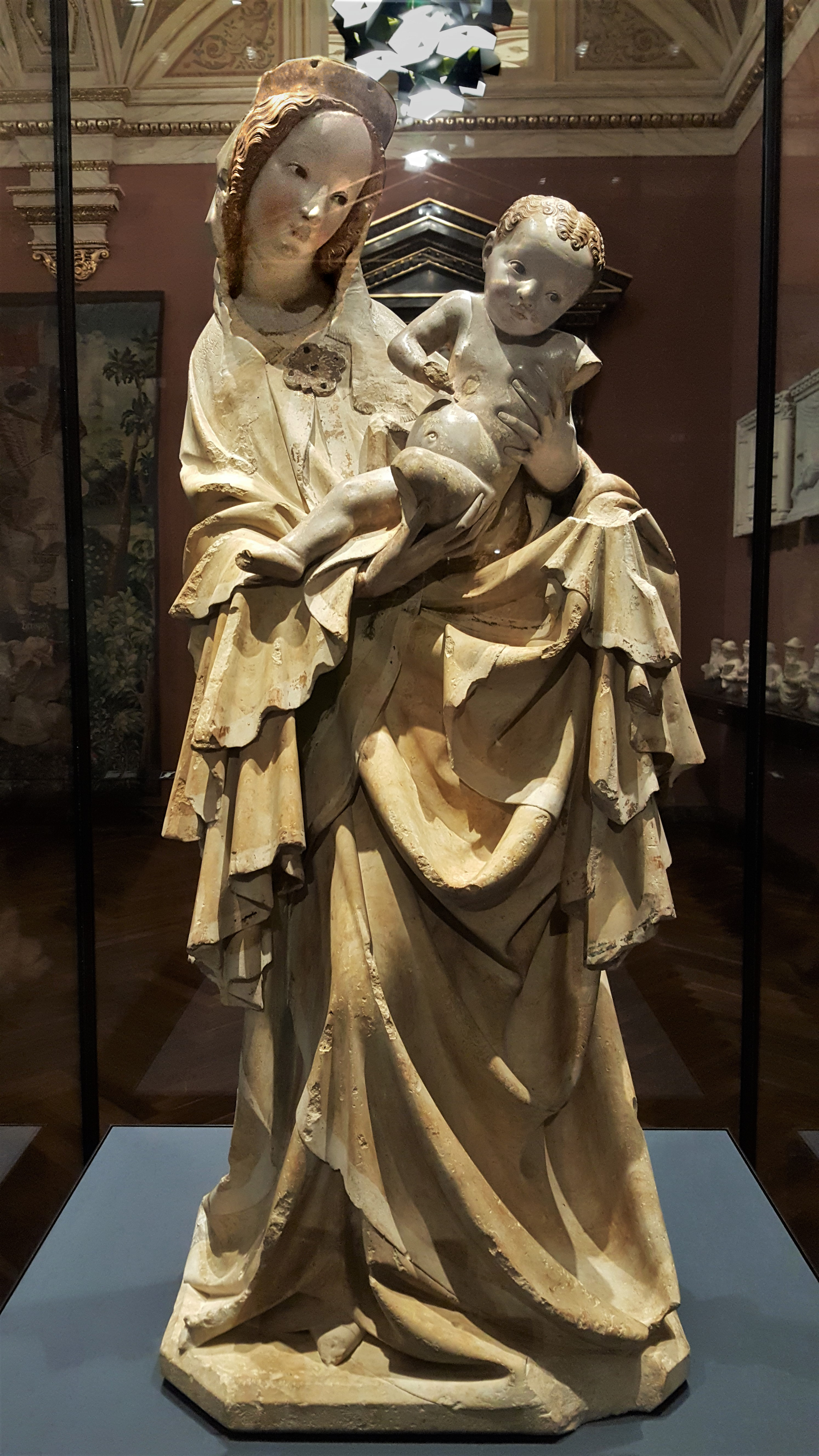
Die Krumauer Madonna im Kunsthistorischen Museum in Wien

Die Krumauer Madonna ist eine ursprünglich farbig gefasste Figur einer Maria mit Jesuskind aus Kalksandstein, die ein unbekannter gotischer Meister um 1390 oder 1400 in Böhmen geschaffen hat. Sie wurde 1910 in einem Privathaus der südböhmischen Stadt Krumau (Český Krumlov) entdeckt und erhielt so ihren Namen. Nach diesem einzigen fest zuzuordnenden Werk wurde dem namentlich nicht bekannten Meister der Krumauer Madonna sein Notname gegeben. Die Madonna steht heute im Kunsthistorischen Museum in Wien und gilt als „der Inbegriff der spätgotischen Madonnenskulpturen“.

## Stil
Die Krumauer Madonna gehört zu der in der Kunstgeschichte auch als Schöne Madonnen bekannten Gruppe von Werken. Sie entstand im Umfeld des Prager Hofes, der unter Kaiser Karl IV. aus dem Hause der Luxemburger zu einem wichtigen kulturellen Zentrum der Kultur und künstlerischen Anziehungspunkt von Vertretern der internationalen Gotik aus allen Regionen seines Reiches wurde. Es entfaltete sich auch um Prag ein sogenannter Weicher Stil, für den die Feinheit und die zarte Darstellung der Marienfigur aus Krumau das bedeutendste Beispiel ist. Sie zeigt eine südöstliche Variante des Stils, wie er auch an anderen europäischen Höfen und Städten gepflegt wurde wie z. B. Mailand und Wien oder Paris und Köln. Ob und wie aber der Meister der Krumauer Madonna eventuell auf Wanderung und in Lehrzeit seinen Stil auch in diesen Zentren des Schaffens entwickelte, ist nicht mehr zu klären, jedoch zeigt die Verbreitung eines der Krumauer Madonna nahestehenden Idealbilds der Gottesmutter den grenzüberschreitenden Fluss von künstlerischen Ideen der mitteleuropäischen Gotik.

## Schaffensort
Viele in Böhmen erhaltene plastische Werke (und auch Altarbilder) stammen aus Werkstätten des Prager Zentrums. Sie deckten den großen Bedarf an Kirchenschmuck besonders auch für Orte der Marienverehrung. Die früher aufgestellte These, dass alle Schönen Madonnen ein Werk des Meisters der Krumauer Madonna seien, wird heute allgemein nicht mehr anerkannt.
So soll sich auch um Krumau selbst und das Schloss Český Krumlov eine Tradition der Schnitzerproduktion begründet haben, die Marienwallfahrtsorte wie Vyšší Brod (Hohenfurth), Zlatá Koruna (Goldenkron) und Kájov versorgte. Wo der Krumauer Meister aber das Zentrum seines Schaffens hatte, bleibt unklar.
Auch der ursprüngliche Aufstellungsort der Krumauer Madonna ist unbekannt.